# Адам Хрістіан Гаспарі
Адам Християн Гаспарі (1752—1830) — декан філософського факультету та ректор Дерптського університету.

## Біографія
Звання доктора філософії здобув у 1790 році, після закінчення курсу вступив гофмейстером до графа Мольтке, а в 1795 році його запросили екстраординарним професором по кафедрі філософії до Єнського університету. З 1797 по 1798 рік він був екстраординарним професором історії та географії в Ольденбурзькій гімназії, потім до 1803 давав приватні уроки у Вандсбеку поблизу Гамбурга.
За цей час він набув популярності своїми роботами зі статистики та географії і 28 лютого 1803 року за одностайним рішенням Ради Дерптського університету був запрошений ординарним професором на кафедру історії та статистики російської держави. Обійняв цю посаду з 20 березня 1803 року. 1 серпня 1804 був на рік обраний ректором, а 1 серпня 1806 — деканом філософсько-математичного та філолого-історичного відділень філософського факультету, теж на один рік. Крім того, викладав російську історію в Учительському інституті при університеті й був членом училищної комісії.
У Дерптському університеті читав такі курси: статистику російської держави, статистику найголовніших держав Європи, географію позаєвропейських частин світу, історію географії, геральдику, історію найголовніших держав Європи, крім Росії та Німеччини, та історію Остзейських провінцій; Російську ж історію читав лише останні три роки своєї служби. Пробув у Дерпті шість років і в грудні 1809 року перейшов до Кенігсберзького університету на кафедру географії та статистики.
У період прусської освітньої реформи, з 1810 року, він був тимчасовим членом Наукової депутації, яка мала перебудувати систему освіти в дусі гуманізму. Гаспарі був співредактором Загальних географічних ефемерид.
Гаспарі був масоном. З 1814 по 1821 рік він був членом Кенігсберзької ложі Zum Phoenix.

## Роботи
- Versuch über das politische Gleichgewicht der europäischen Staaten. Hamburg 1790
- Über den methodischen Unterricht in der Geographie und die zweckmässigen Hilfsmittel dazu. Weimar 1791.
- Adam Christian Gaspari, Professors zu Jena, vollstaendiges Handbuch der neuesten Erdbeschreibung. Bd. 1, Erster Band, welcher die allgemeine Einleitung, und einen Theil von Deutschland enthaelt. Weimar: Verl. des Industrie-Comptoirs, 1797.
- Neuer methodischer Schul-Atlas / Adam Christian Gaspari; Franz Ludwig Güssefeld. Weimar 1799.
- General-Karte, zugleich Postkarte, von den sämtlichen Königlich Preussischen Staaten 1802 / Daniel Friedrich Sotzmann; Adam Christian Gaspari; Wolfgang Scharfe.
- Der Französisch-Russische Entschädigungs-Plan: mit historischen, geographischen und statistischen Erläuterungen und e. Vergleichungs-Tafel. Regensburg 1802 (Digitalisat).
- Der Deputations-Recess. Hamburg: Perthes, 1803 (Nachdruck Hildesheim 2003: Becker, H.-J. [Hrsg.]: Adam Christian Gaspari, Der Deputations-Receß, mit historisch-geographischen und statistischen Erläuterungen und einer Vergleichungstafel, Nachdruck der Ausgabe Hamburg 1803, mit einem Vorwort von Hans-Jürgen Becker).
- Lehrbuch der Erdbeschreibung: zur Erläuterung des neuen methodischen Schulatlasses. 11., nach den neuesten Veränderungen … zum Theil veränd. Ausg. Weimar: Verl. des Geograph. Inst., 1811.